# アーザム・ターレガーニー
アーザム・ターレガーニー（ペルシア語: اعظم طالقانی、1944年 - 2019年10月30日）は、イランの政治家、編集者、女権活動家。アーヤトッラーであるマフムード・ターレガーニーの娘として生まれ、イラン革命後の1979年に女性団体であるイラン・イスラーム革命女性の会を設立した。1980年からは国会議員を1期務め、在任中には女性紙『パヤーメ・ハージェル』を創刊した。また、彼女はイラン史上初めて大統領選に挑戦した女性であった。

## 生涯
ターレガーニーは1944年にイランの首都であるテヘランにおいて、アーヤトッラーであるマフムード・ターレガーニーと彼の2人目の妻であるトゥーラーン・ターレガーニーの間に生まれた。16歳のときにターレガーニーは後にテヘランの知事に就任するモルテザー・エグテサードと結婚した。結婚後も彼女の父であるマフムードは彼女が教育を受けられることを望み、ターレガーニーは高校へ進学した。高校卒業までにターレガーニーは2児を産んだ。
1972年、ターレガーニーは2人の妹と共にテヘランの少女に中等教育を提供するためにアライー財団 (Alayi Foundation) を設立した。1975年、彼女は財団での活動などを理由に2人の妹と共に逮捕された。彼女らは軍事法廷で終身刑の判決を受け、テヘランにあるエヴィーン刑務所に収監された。彼女らは1978年に恩赦を受けて釈放された。イラン革命後の1979年、彼女は「イラン・イスラーム革命女性の会」を設立した。当初、ターレガーニーは父の政治力を頼りにして政府から援助を受けようとしたが、政府から独立した組織として活動することとなった。

### 国会議員として
ターレガーニーは1979年に行われた革命後初めてのイラン総選挙に当選した。女性の当選者は彼女を含めて4人であった。国会議員に就任した1980年、ターレガーニーは自身の政治生命を表明する新聞として『パヤーメ・ハージェル』（ハージェルの伝言）を創刊した。その後、彼女は1984年まで国会議員を務めた。

### 大統領選への立候補
ターレガーニーは1997年の大統領選挙に立候補した。イランの憲法では大統領の資格について「大統領は、政治的、宗教的な人格 (レジャル、rejal) から選出される」とされている。この人格 (rejal) という言葉はアラビア語で男性を意味しているが、ターレガーニーは『クルアーン』に登場する人格 (rejal) という言葉は男性も女性も指していると主張した。しかし、護憲評議会は大統領選挙の候補者資格審査において彼女を失格とした。2005年、2009年、2017年の大統領選挙に立候補したが、いずれも護憲評議会が行う候補者の資格審査によって失格とされた。

### 死去
ターレガーニーは2019年10月30日にテヘラン市内の病院において脳の疾患によって76歳で死去した。彼女の葬儀はテヘラン市内で行われた。葬儀には政府の広報官であるアリー・ラビ―や複数の国会議員が参列した。また、大統領であるロウハニは彼女の死を悼む声明を発表した。葬儀後、彼女は父であるマフムード・ターレガーニーの墓の隣に埋葬された。

## 思想・主張
ターレガーニーは、神の前では男女ともに同等であり、人間の尊厳の問題に男女差別はないとして男女同権はクルアーンに裏打ちされていると主張していた。また、「女性を打ってもよい」というクルアーンの一節に対しては、ハディースからは否定される内容であり、矛盾した内容であると主張した。ターレガーニーはフェミニストであるとされているが、1993年にウィーンで行われた世界人権会議において彼女は、自分はフェミニストではなく、男性であろうと女性であろうと抑圧されている人々の権利を支援するが、現在は女性が男性よりも抑圧されていると語っている。

## 評価
ターレガーニーは革命後のイランにおいてイスラームの枠組みの中から女性の権利を訴えていた人物であり、ターレガーニーの主張は変革を求めるイラン国内の女性たちに影響を与えた。また、彼女はイラン史上初めて大統領選挙に立候補しようとした女性であった。ターレガーニーが創刊した『パヤーメ・ハージェル』は2002年に発禁処分になるまで22年間発行され続けた。同紙は革命後も出版活動をつづけた数少ない女性紙であり、女性関連の立法においてはオピニオンリーダー的な役割を果たした。